# Wahlen in den Vereinigten Staaten 2024
Die Wahlen in den Vereinigten Staaten 2024 fanden am 5. November statt.
Gewählt wurden dabei:
- der Präsident und Vizepräsident bzw. die Wahlleute des Electoral College, siehe Präsidentschaftswahl in den Vereinigten Staaten 2024
- alle 435 Abgeordneten des Repräsentantenhauses, siehe Wahlen zum Repräsentantenhaus der Vereinigten Staaten 2024,
- 34 der 100 Senatoren im Senat, siehe Wahlen zum Senat der Vereinigten Staaten 2024,
- die Gouverneure in 11 Staaten und 2 Territorien, siehe Gouverneurswahlen in den Vereinigten Staaten 2024,
- die State Legislatures (Landesparlamente) in allen Bundesstaaten außer Alabama, Louisiana, Maryland, Mississippi, New Jersey und Virginia.

Zusätzlich wurden noch zahlreiche Kommunalwahlen (Bürgermeister und Kommunalräte) durchgeführt.
In Puerto Rico, das bisher als nicht inkorporiertes Gebiet der Vereinigten Staaten gilt, fanden Wahlen zum Parlament (Repräsentantenhaus und Senat), des Gouverneurs, des Resident Commissioners und Kommunalwahlen statt.